# Hounslow West (stanice metra v Londýně)
Hounslow West je stanice metra v Londýně, otevřená 21. července 1884 jako Hounslow Barracks. 1. prosince 1925 byla stanice přejmenována na dnešní jméno. V letech 1884-1964 ležela stanice na District Line. Dnes se stanice nachází v přepravní zóně 5 a leží na lince :
- Piccadilly Line (mezi stanicemi Hatton Cross a Hounslow Central)

| Rok  | Počet cestujících |
| ---- | ----------------- |
| 2011 | 3,18 mil          |
| 2012 | 3,24 mil          |
| 2013 | 3,34 mil          |
| 2014 | 3,61 mil          |